# Thomas Chenery
Thomas William Chenery, född 1826, död 11 februari 1884, var en brittisk orientalist och publicist.
Efter filologiska studier i Cambridge tjänstgjorde Chenery under Krimkriget som korrespondent för The Times i Konstantinopel och blev efter hemkomsten till London en av tidningens främsta krafter. År 1868 mottog han en professur i arabiska vid Oxfords universitet men lämnade den 1877 för att tillträda platsen som chefredaktör för The Times. Chenery översatte även bland annat makamer av Al-Hariri av Basra och Jehuda al-Charisi till engelska.